# 前金扶風殿
前金扶風殿，是高雄市前金區的一座王爺廟，位於台灣高雄市前金區瑞源路167號，主奉萬府千歲、薛府千歲、池府千歲、金府千歲和關聖帝君。

## 歷史
大正元年（1912年）澎湖旅居高雄鄉賢呂選於故鄉澎湖湖西鄉林投村鳳凰殿奉請恩主香火至高雄，在七賢三路呂選自宅二樓為祀堂。昭和八年（1933年）遷到前金瑞源路與南台橫路之三角地區。1956年成立建築委員會，重新建廟；1961年入火安座，1985年十月五日落成。
民國108年（2019年），因漏水之故廟殿需整修，將廟內奉祀眾神尊請至臨時行館安奉，歷時兩年整修後，於民國一一一年（2022年）農曆臘月六日舉行整修後的入火安座儀式。

## 祀神
萬府千歲、薛府千歲、池府千歲、金府千歲、關聖帝君、福德正神、中壇元帥、註生娘娘

## 外部連結
- 前金扶風殿